# Bordány
Bordány – wieś i gmina położona w południowej części Węgier, w powiecie Mórahalom, wchodzącego w skład komitatu Csongrád.

## Liczba mieszkańców wsi
- 1980 – 2766[potrzebny przypis]
- 1990 – 2825[potrzebny przypis]
- 2001 – 3145[potrzebny przypis]
- 2010 – 3230[potrzebny przypis]
- 2011 – 3230[potrzebny przypis]
- 2013 – 3258[potrzebny przypis]
- 2017 – 3290[1]